# Schlacht bei Himera
In der Schlacht bei Himera im Jahre 480 v. Chr. besiegten Gelon, Tyrann von Syrakus, und Theron von Akragas als Anführer einer Allianz von griechisch-sizilischen Stadtstaaten bei Himera das von Hamilkar angeführte karthagische Heer, wobei Hamilkar getötet wurde. Hamilkar regierte Karthago zwischen 510 und 480 v. Chr. Karthago musste daraufhin Entschädigungen zahlen und gab für einige Zeit seine Ambitionen in Sizilien auf. In der Folge davon wurden die Städte Syrakus und Akragas zu den dominierenden Machtzentren auf Sizilien für die nächsten Jahrhunderte.

## Vorgeschichte
Anlass für die Schlacht war die Vertreibung von Terillos, des Herrschers von Himera, durch Theron von Akragas 483 v. Chr. Terillos bat die Karthager um Hilfe, die daraufhin eine große Streitmacht ausrüsteten, da sie erwarteten, nicht nur bei Theron, sondern auch bei Gelon auf Widerstand zu stoßen. Die griechischen Quellen sprechen von 300.000 Mann auf 3.000 Transportschiffen, was zweifellos eine Übertreibung darstellt, um den späteren griechischen Sieg zu verherrlichen. Es ist aber wahrscheinlich, dass das karthagische Heer größer war als das griechische.
Die karthagische Flotte landete unbehindert in Panormos und marschierte gegen Himera, wo Hamilkar westlich von der Stadt seine Zelte aufschlug. Seine Flotte wurde an der Flussmündung, wo der Hafen lag, auf den Strand gesetzt. Da erschien Gelon, der südlich von Himera lagerte, mit etwa 24.000 Mann Fußvolk und 2.000 Reitern. 

## Verlauf
Gelon hatte eine Botschaft Hamilkars an die Stadt Selinus abgefangen, in der die von der Stadt zugesagte Reiterabteilung angefordert wurde. Daraufhin schickte er seine eigene Kavallerie zu dem vereinbarten Treffpunkt bei den karthagischen Schiffen. Die Wachen ließen sich täuschen und hielten die ankommenden Reiter für die erwartete Reiterabteilung aus Selinus. Den Syrakusanern gelang es, die karthagischen Schiffe in Brand zu stecken und den völlig unvorbereiteten Hamilkar zu töten. Nach einem durch Herodot überlieferten karthagischen Bericht hat sich Hamilkar hingegen selbst den Göttern geopfert, indem er sich ins Feuer stürzte.
Nach diesem Handstreich griffen die Griechen das karthagische Lager an. Die führerlosen und demoralisierten Verteidiger leisteten nur geringen Widerstand. Da die Schiffe größtenteils zerstört waren, hatten sie keine Fluchtmöglichkeit und wurden gefangen genommen. 

## Auswirkungen
Karthago bat nach dieser verheerenden Niederlage um Frieden. Gelon gewährte ihn unter verhältnismäßig milden Bedingungen. Karthago musste eine Kriegsentschädigung von 2.000 Talenten in Form von über fünfzig Tonnen Silber zahlen und die Errichtung von zwei Tempeln finanzieren. Dies führte zu einem rund 70 Jahre dauernden Frieden zwischen Karthago und den sizilischen Städten.
In den folgenden Jahrhunderten wurde der griechische Sieg in Himera in der Geschichtsschreibung überhöht, was mit der Ersten Pythischen Ode des Dichters Pindar begann. Die Ausbildung der Legende von der barbarischen Bedrohung der Zivilisation (d. h. Griechenland) durch Karthago nahm ihren Anfang und wurde ergänzt durch die Tatsache, dass zur gleichen Zeit wie die Schlacht von Himera auch die Perser eine Niederlage gegen die Griechen in der Schlacht von Salamis erlitten. Daraus entstand der Mythos, dass die beiden Schlachten nicht nur am gleichen Tag stattgefunden hätten, sondern dass sich Perser und Karthager auch abgesprochen und ihre Unternehmungen koordiniert hätten. Von dieser Darstellung profitierte vor allem Gelon, der als Held gefeiert wurde.

## Hauptquellen
- Herodot, Historien 7, 165 ff.
- Diodor, Bibliotheke 11, 20–24.